# Charles Joseph Chaput
Charles Joseph Chaput (Concordia, 26 settembre 1944) è un arcivescovo cattolico statunitense, dal 23 gennaio 2020 arcivescovo emerito di Filadelfia.

## Biografia
Charles Joseph Chaput nasce da Joseph Chaput, canadese di origini francesi discendente da San Luigi IX di Francia, e da Marian DeMarais, nativa americana. Frequenta prima la Our Lady of Perpetual Help Grade School di Concordia in Kansas, sua città natale, e successivamente alla nascita della vocazione sacerdotale la St. Francis Seminary High School di Victoria, sempre in Kansas.
Nel 1965 entra a far parte dell'Ordine dei frati minori cappuccini.
Si laurea in Filosofia due anni dopo, nel 1967, per poi laurearsi una seconda volta in Psicologia presso l'Università Cattolica d'America di Washington.
Il 29 agosto 1970 è ordinato sacerdote da Cyril John Vogel, allora vescovo di Salina.
Dopo il master in Teologia del 1971, viene nominato segretario e poi direttore del settore "comunicazione" della provincia cappuccina esistente in Pittsburgh.
Dopo varie esperienze parrocchiali e dopo essere stato per tre anni provinciale del suo ordine, papa Giovanni Paolo II lo nomina vescovo di Rapid City l'11 aprile 1988.
Viene consacrato vescovo il 26 luglio successivo dall'arcivescovo Pio Laghi, allora nunzio apostolico negli Stati Uniti d'America e, successivamente, cardinale.
Il 18 marzo 1997 è elevato arcivescovo e nominato alla sede di Denver.
Il 19 luglio 2011 è chiamato a sostituire il cardinale Justin Francis Rigali alla guida dell'arcidiocesi di Filadelfia.
Il 23 gennaio 2020 papa Francesco accoglie la sua rinuncia, presentata per raggiunti limiti di età; gli succede Nelson Jesus Perez, fino ad allora vescovo di Cleveland. Rimane amministratore apostolico dell'arcidiocesi fino all'ingresso del successore, che avviene il 18 febbraio.

## Genealogia episcopale e successione apostolica
La genealogia episcopale è:
- Cardinale Scipione Rebiba
- Cardinale Giulio Antonio Santori
- Cardinale Girolamo Bernerio, O.P.
- Arcivescovo Galeazzo Sanvitale
- Cardinale Ludovico Ludovisi
- Cardinale Luigi Caetani
- Cardinale Ulderico Carpegna
- Cardinale Paluzzo Paluzzi Altieri degli Albertoni
- Papa Benedetto XIII
- Papa Benedetto XIV
- Papa Clemente XIII
- Cardinale Marcantonio Colonna
- Cardinale Giacinto Sigismondo Gerdil, B.
- Cardinale Giulio Maria della Somaglia
- Cardinale Carlo Odescalchi, S.I.
- Cardinale Costantino Patrizi Naro
- Cardinale Lucido Maria Parocchi
- Papa Pio X
- Cardinale Gaetano De Lai
- Cardinale Raffaele Carlo Rossi, O.C.D.
- Cardinale Amleto Giovanni Cicognani
- Cardinale Pio Laghi
- Arcivescovo Charles Joseph Chaput, O.F.M.Cap.

La successione apostolica è:
- Arcivescovo José Horacio Gómez (2001)
- Vescovo James Douglas Conley (2008)
- Arcivescovo Paul Dennis Etienne (2009)
- Vescovo Fernando Isern (2009)
- Vescovo Lawrence Thomas Persico (2012)
- Vescovo Edward Charles Malesic (2015)
- Vescovo Edward Michael Deliman (2016)
- Vescovo Alfred Andrew Schlert (2017)